# Черноисточинск
Черноисто́чинск — посёлок в Пригородном районе Свердловской области России, юго-западный спутник Нижнего Тагила. Входит в муниципальный округ Горноуральский, является центром Черноисточинской территориальной администрации.
Основан в 1726 году. В 1933—2004 годах имел статус рабочего посёлка (посёлка городского типа). Также Черноисточинск ранее был центром Черноисточинского поссовета Пригородного района.
Бывшая станция Висимо-Уткинской узкоколейной железной дороги. Ныне узкоколейная дорога демонтирована.

## Население
| 1959 | 1970  | 1979  | 1989  | 2002  | 2010  | 2021  |
| ---- | ----- | ----- | ----- | ----- | ----- | ----- |
| 7140 | ↘6518 | ↘5574 | ↘5331 | ↘3707 | ↗3814 | ↘3497 |

Структура
По данным Всероссийской переписи населения 2010 года, в Черноисточинске проживали 1859  мужчин и 1955 женщин.

## География
Черноисточинск расположен на восточном склоне Уральских гор, среди гор хребта Весёлые горы, к юго-юго-востоку от Нижнего Тагила, в 25 километрах от центра города, на берегу Черноисточинского пруда. Река Чёрная, впадающая в пруд и вытекающая из него, делит посёлок на две части. В черте посёлка располагается гора Липовая. Вокруг поднимаются вершины горного хребта Весёлые горы: Юрьев Камень, Белая, Аблей, Острая, Широкая, Чауж и другие.
По северной окраине посёлка проходит автодорога местного значения Нижний Тагил — Черноисточинск — Уралец Висим — Висимо-Уткинск — Усть-Утка.

## История
В 1726 году был подписан указ Берг-коллегии о строительстве Черноисточинского завода на реке Чёрный Исток. В 1729 году завод был запущен. В 1734 году на заводе было выковано 40 тыс. пудов железа.
В 1795 году в Черноисточинске было зарегистрировано землетрясение. В 1833 году была построена первая православная церковь Петра и Павла. По состоянию на 1834 год в Черноисточинске проживало 2383 человека. В 1836 году было открыто первое начальное училище, в 1846 году — церковно-приходская школа. В 1846 году был построен каменный Петро-Павловский единоверческий храм.
В 1850 году был основан Авроринский завод.
В 1855 году на Черноисточинском заводе был открыт театр. В 1862 году построена Петропавловская каменная церковь. В 1870 году запущен телеграф. В 1908 году заводской посёлок состоял из 1395 дворов с населением 8140 человек.
В 1929 году был организован колхоз «Сталинский набор», в 1930 году — фабрично-заводская семилетка.
В 1934 году была построена школа, в 1947 году начато строительства прядильно-ткацкой фабрики (в 1965 году перепрофилирована в чулочно-носочную). В 1954 году Рикерт Пауль открыл мезолитическую стоянку древнего человека на берегу Черноисточинского водохранилища.
В 1965 году был открыт Дом культуры. В 1975—77 годах производилось строительство Черноисточинского гидроузла.
В 1991 году была открыта Детская школа искусств. В 2001 году была открыта новая школа.
С 1933 по 2004 год Черноисточинск имел статус посёлка городского типа. С 31 декабря 2004 года рабочий посёлок Черноисточинск был отнесён к категории сельских населённых пунктов к виду посёлок.

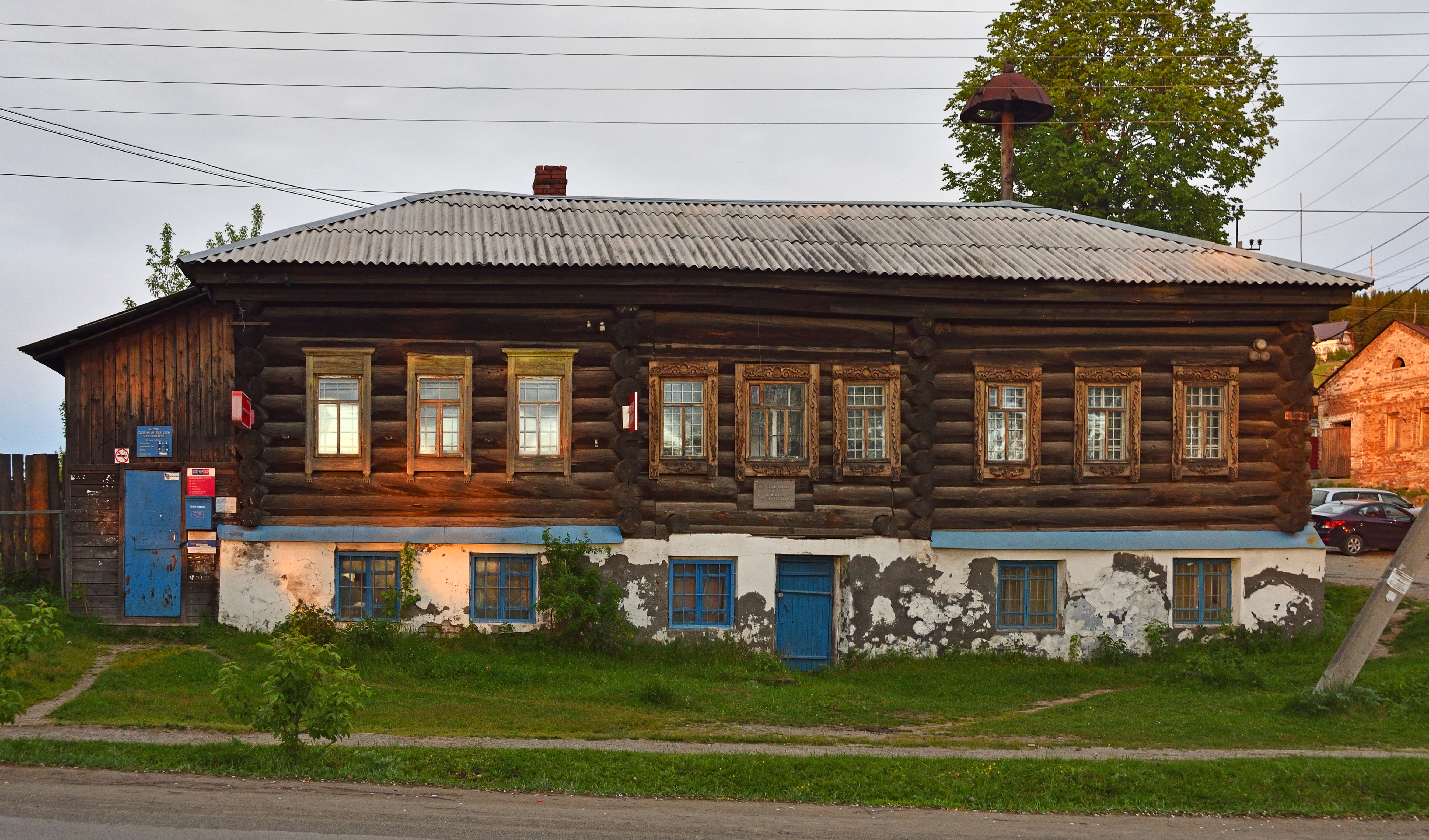
Здание почты по ул. Кирова, 8
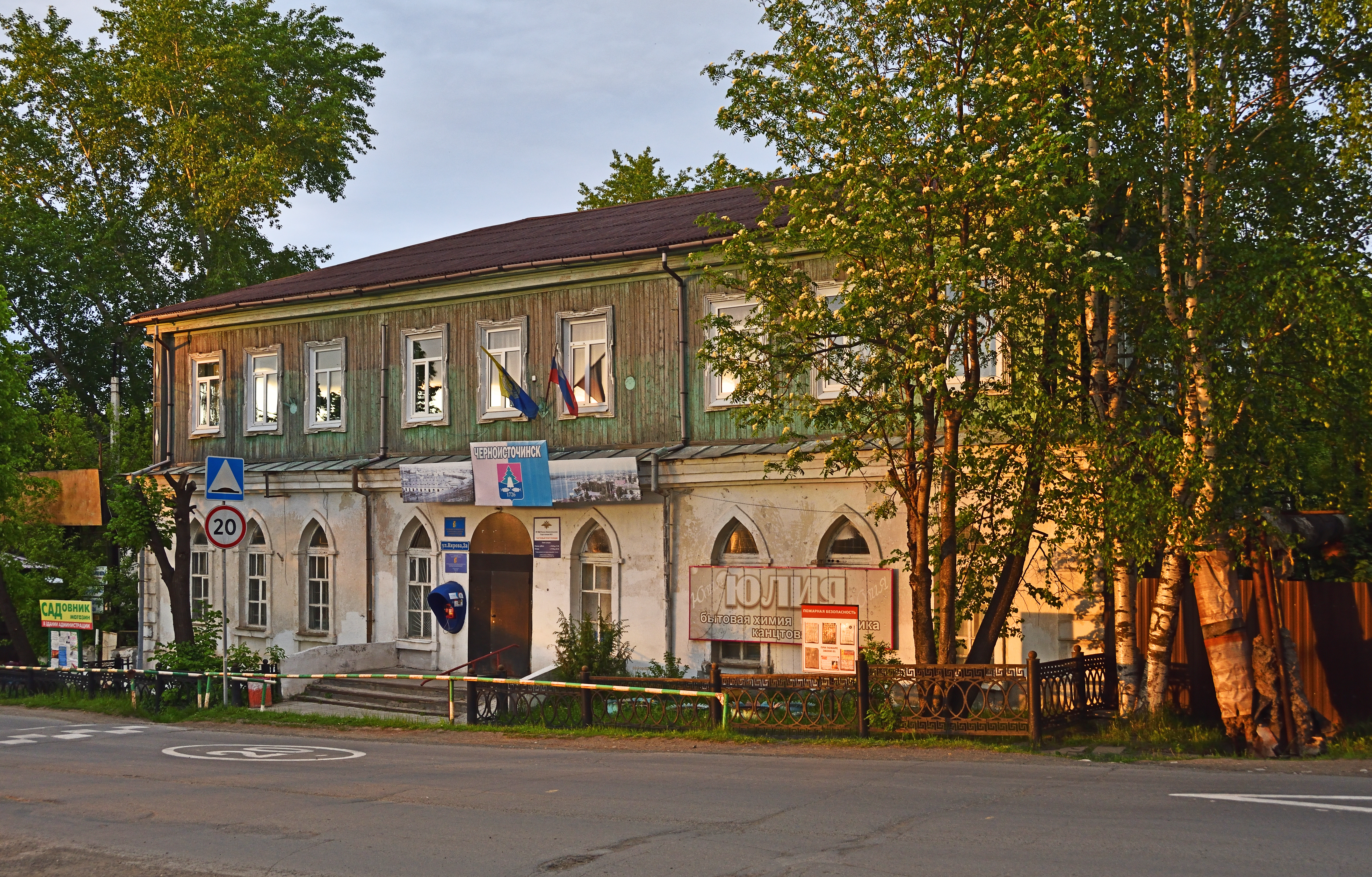
Администрация посёлка по улице Кирова, 2А
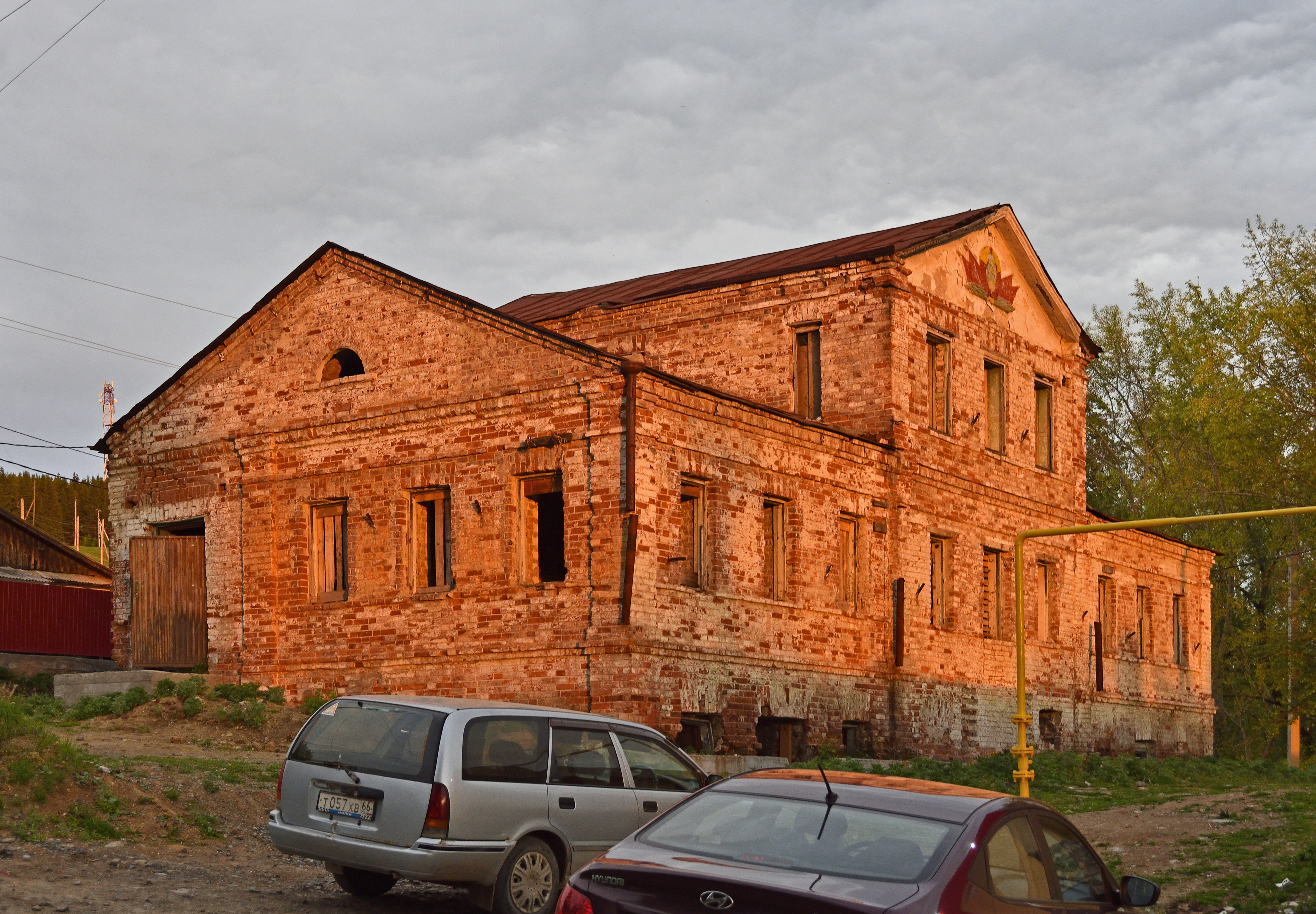
Историческое здание по улице Чапаева, 2
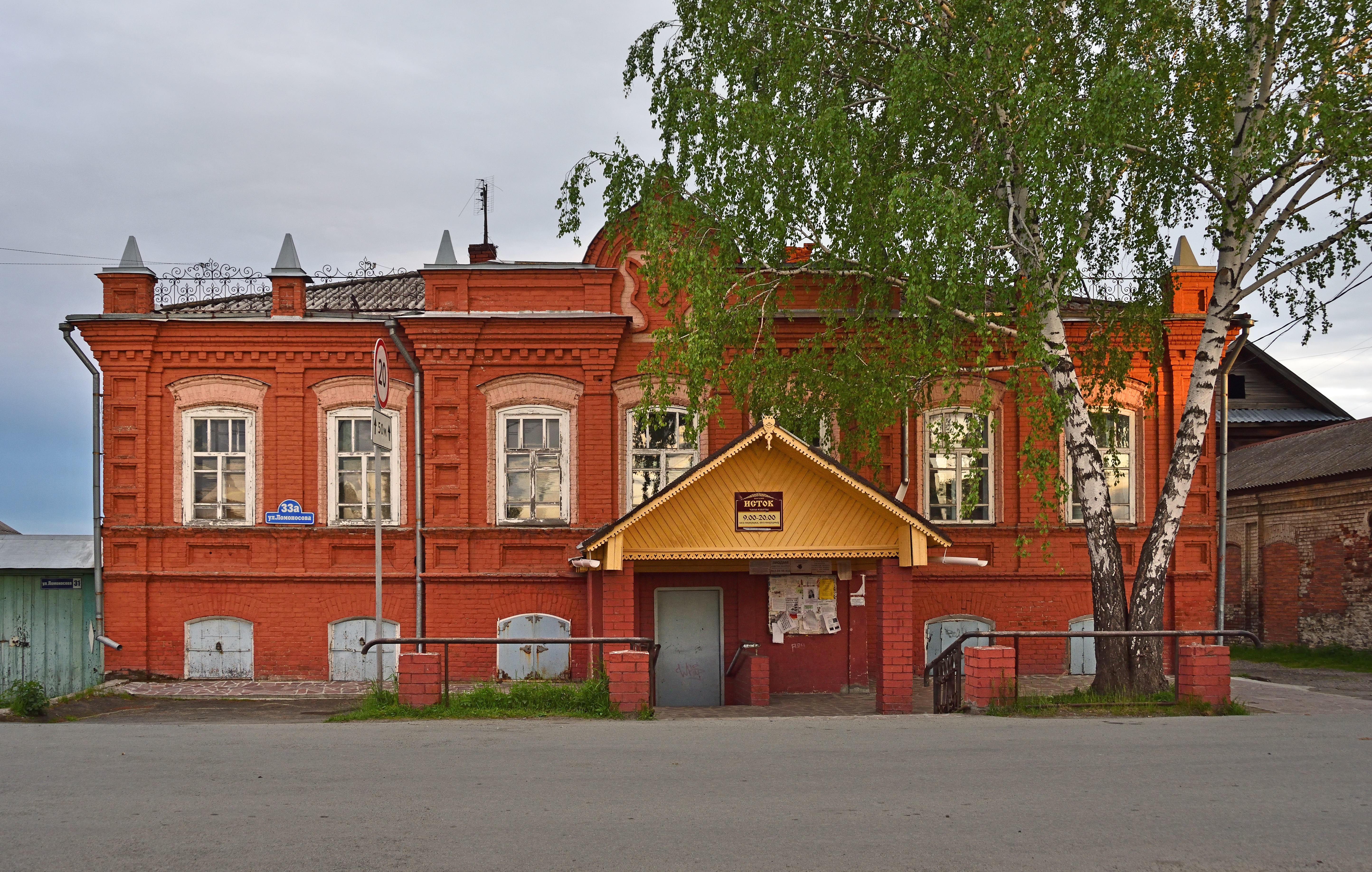
Один из магазинов посёлка в старинном доме по улице Ломоносова, 33А

## Инфраструктура

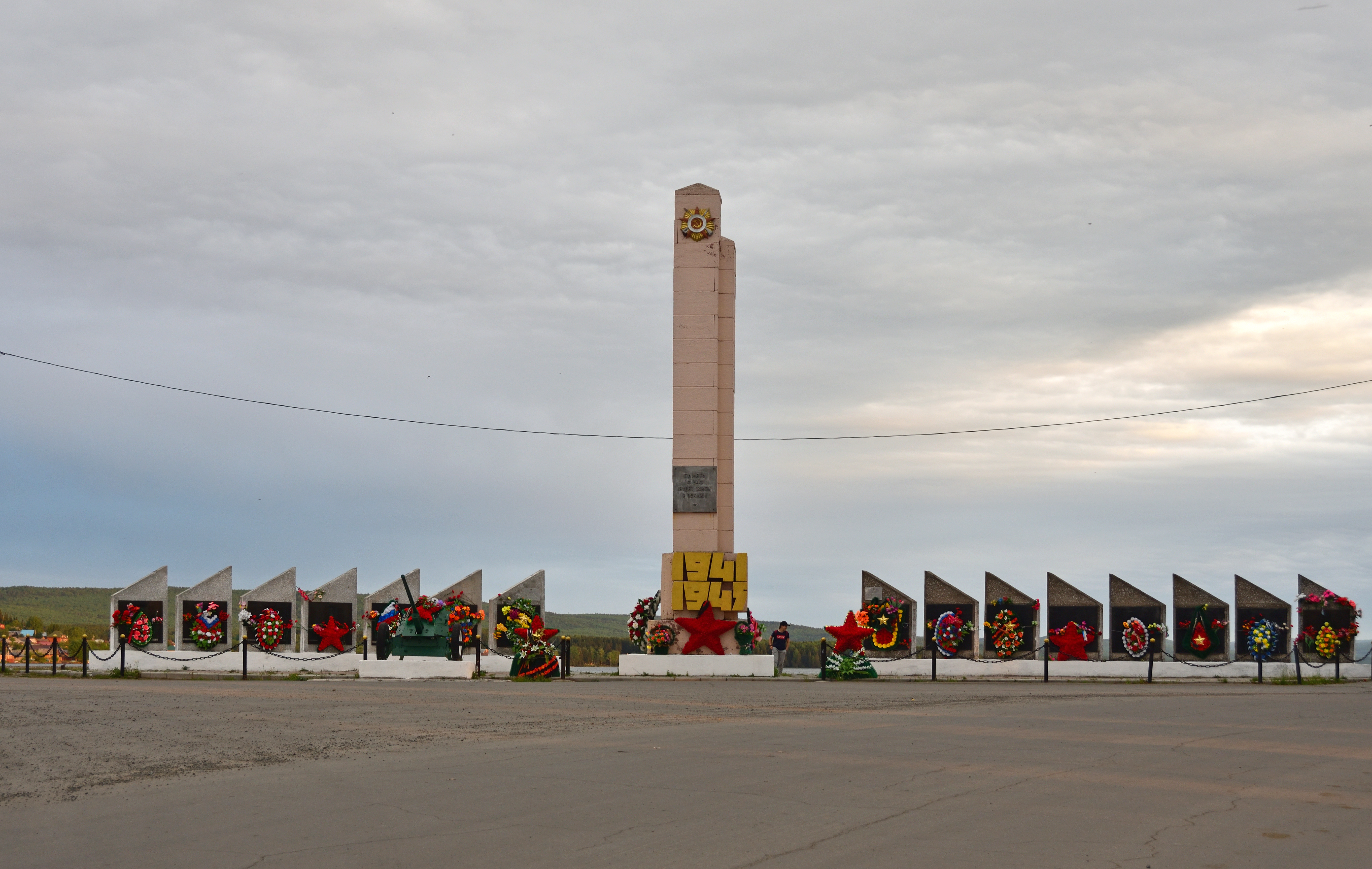
Черноисточинский мемориал Великой Отечественной войны

### Основные учреждения инфраструктуры
В Черноисточинске работают пожарная часть, опорный пункт полиции Пригородного РОВД Нижнего Тагила, отделение Сбербанка, почта, телеграф, несколько продуктовых и хозяйственных магазинов и кафе.

### Культура

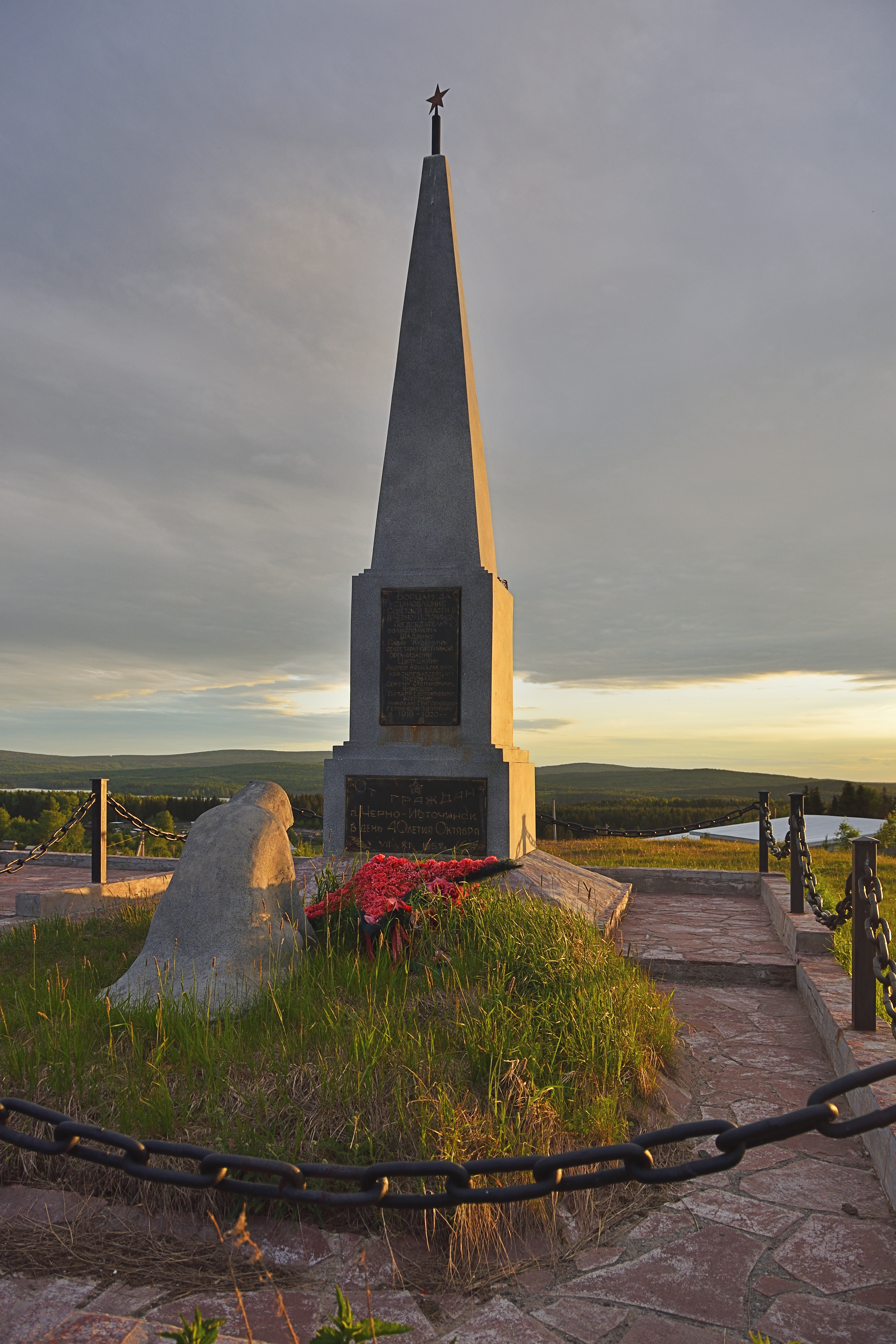
Мемориал памяти жертв Первой Мировой войны

- Дом культуры Черноисточинска с библиотекой;
- Историко-краеведческий музей;
- Черноисточинский музей образования;
- Набережная Черноисточинского пруда с небольшим парком;
- Мемориалы Первой и Второй Мировых войн.

### Образование
- Одна общеобразовательная школа;
- Детская школа искусств.

### Медицина
- Участковая больница со станцией скорой помощи;
- Поликлиника (взрослая/детская);
- Психоневрологический интернат;
- Аптека.

### Религия

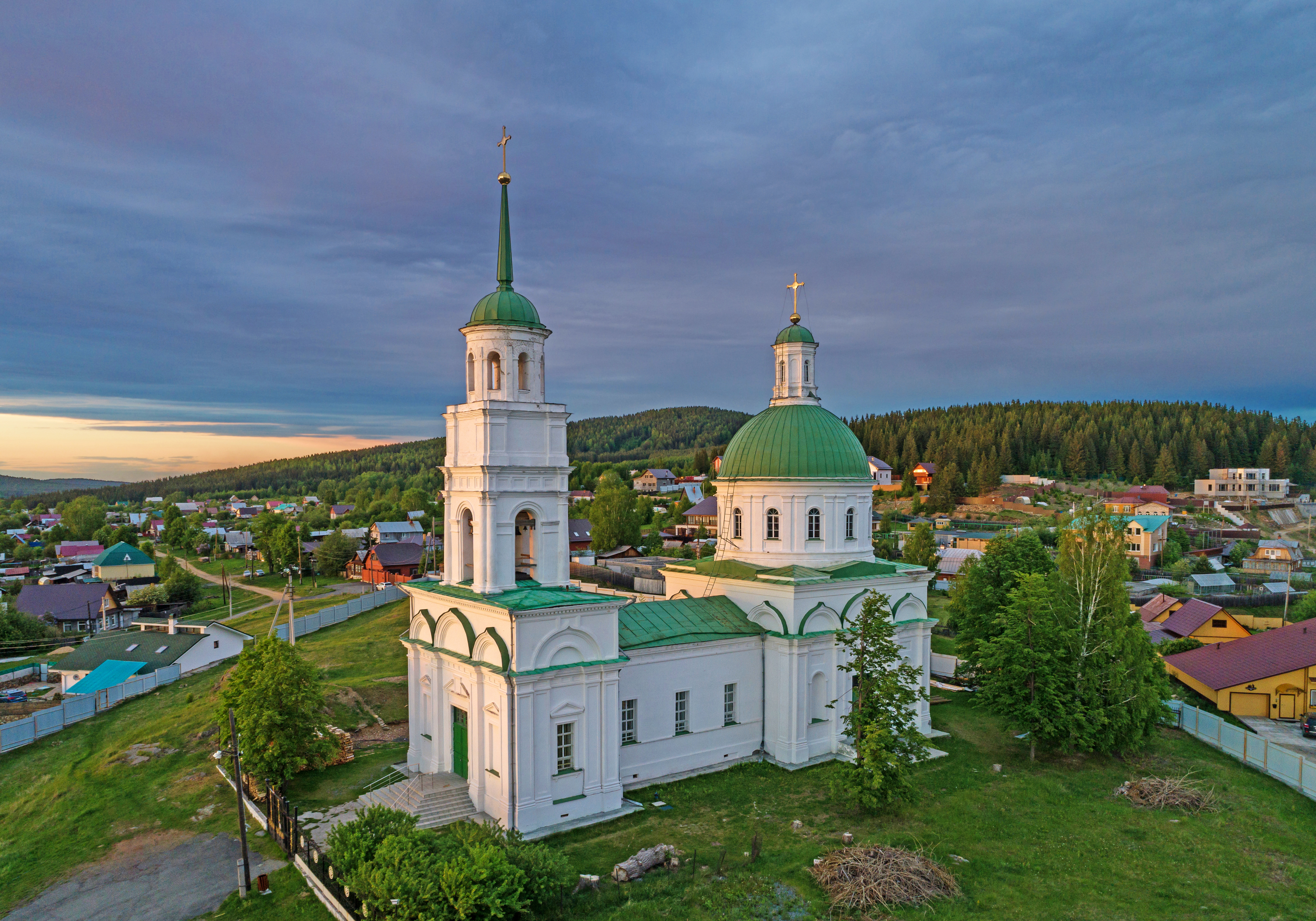
Черноисточинский храм во имя Петра и Павла

- Православная Единоверческая церковь.

### Спорт
- Спортивный клуб;
- Стадион.

### Промышленность
В Черноисточинске работает система водоснабжения города Нижнего Тагила — Черноисточинский гидроузел. Данное предприятие является основным градообразующим предприятием посёлка. Также в Черноисточинске работают кустарных производственных заводов по производству стройматериалов.
Другие крупные предприятия:
- чулочно-носочная фабрика;
- лесопильный завод.

### Транспорт
До Черноисточинска можно добраться на пригородном автобусе из Нижнего Тагила. В посёлке есть автостанция и несколько автобусных остановок.

## В литературе
Д. Н. Мамин-Сибиряк писал:

Черноисточинский завод расположен на истоке большого Чёрного озера и благодаря массе воды он казался гораздо красивее нашего Висима.